# Walter Gebhardt (Mediziner)

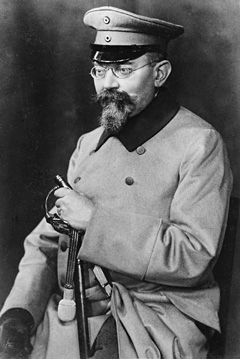
Walter Gebhardt

Walter Gebhardt (* 22. März 1870 in Breslau; † 3. März 1918 in Halle (Saale)) war ein deutscher Anatom.

## Leben
Gebhardt bestand 1889 die Abiturprüfung in Breslau. Danach studierte er zunächst an der Universität Breslau. 1890 wurde er im Corps Silesia recipiert. Nach einem kurzzeitigen Aufenthalt in Berlin kehrte er nach Breslau zurück. Dort legte er 1894 das medizinische Staatsexamen ab. Nach der im selben Jahr erfolgten Promotion zum Dr. med. war er zunächst Assistent an der Universitätsklinik in Breslau. 1897 wechselte er wegen besserer Karrieremöglichkeiten als wissenschaftlicher Mitarbeiter und biologischer Leiter der Abteilung für Mikroskopie und Mikrophotographie zu Carl Zeiss nach Jena. Von dort wechselte er 1899 an die Friedrichs-Universität Halle. Er habilitierte sich 1901 für Anatomie und wurde 1906 a.o. Professor. 1905 wurde Gebhardt in die Deutsche Akademie der Naturforscher Leopoldina berufen. Die Senckenberg Gesellschaft für Naturforschung ehrte ihn 1917 durch Verleihung der Georg-von-Meyer-Medaille. Wegen Kurzsichtigkeit war er im Ersten Weltkrieg nicht im Fronteinsatz, sondern Arzt in einem Lazarett in Halle. Dort starb er an einer im Dienst zugezogenen Infektion. Gebhardt galt zu seiner Zeit als der größte Kenner der Feinstruktur des Wirbeltierskeletts.

## Werke
- Über die Bastardierung von Rana esculenta mit Rana arvalis. Breslau (Dissertation) 1894 (online)
- Die mikrophotographische Aufnahme gefärbter Präparate. 1899
- Über den funktionellen Bau einiger Zähne. Halle (Saale), 1901
- Über funktionell wichtige Anordnungsweisen des gröberen und feineren Bauelemente des Wirbelthierknochens. 1905
- Festschrift zum 60. Geburtstage Wilhelm Roux gewidmet. 1910